# Bob Casey
Robert Patrick Casey Jr. (* 13. dubna 1960 Scranton, Pensylvánie) je americký právník a politik za Demokratickou stranu. V letech 2007 až 2025 byl senátorem USA za stát Pensylvánie.
V roce 2002 kandidoval na funkci guvernéra Pensylvánie, jímž byl v letech 1987 až 1995 jeho otec Bob Casey starší. Ve volbách v roce 2006 porazil dosavadního senátora za Republikánskou stranu Ricka Santorum. V roce 2008 podpořil kandidaturu tehdejšího senátora Baracka Obamy na funkci prezidenta USA. Funkci senátora poté obhájil v letech 2012 a 2018. V roce 2024 jej ve volbách o 0,2 % hlasů porazil Republikán Dave McCormick. Je ostrým kritikem Donalda Trumpa, přestože je názorově považován za jednoho z centristických členů Demokratické strany. Před svou kariérou senátora působil v Pensylvánii v jiných volených úřadech.
Od roku 1985 je ženatý a má čtyři dcery. V roce 2023 oznámil, že se léčí s rakovinou prostaty.